# Barquillita
La barquillita és un mineral de la classe dels sulfurs. Rep el seu nom de la localitat on va ser descoberta, Barquilla, a Salamanca.

## Característiques
La barquillita és un sulfur de coure, cadmi i germani, de fórmula química Cu₂CdGeS₄. Cristal·litza en el sistema tetragonal, fent cristalls aplanats que formen aqregats en forma de rossetes. La seva duresa a l'escala de Mohs és 4 a 4,5.
Segons la classificació de Nickel-Strunz, la barquillita pertany a «02.KA: Sulfarsenats i sulfantimonats, amb (As, Sb)S₄ tetraedre» juntament amb els següents minerals: enargita, petrukita, briartita, famatinita, luzonita, permingeatita i fangita.

## Formació i jaciments
És un mineral molt rar, que es troba en filons hidrotermals de Sn–Ge–Cd–Cu–Fe. Sol trobar-se associada a altres minerals com: tetraedrita, greenockita, calcopirita, bornita, mawsonita, estannita, estannoidita, mohita o digenita. Només se n'ha trobat a la mina Fuentes Villanas, al dipòsit Sn-Ge-Cd-Cu-Fe de Barquilla, Salamanca (Castella i Lleó, Espanya).